# 保険マンモス
保険マンモス株式会社（ほけんまんもす、Hoken-Mammoth）は、東京都港区に本社を置く、生命保険や医療保険のポータルサイトなどの運営を中心に、生命保険無料相談サービスの提供等行っている。
古川徹が設立し、代表取締役社長に就任。

自社サイトで獲得した問い合わせ客を、登録しているファイナンシャルプランナー（FP）に紹介し、FPから紹介手数料と成約手数料を得ている。保険が成約したかどうかにかかわらず、FPは問い合わせ客を紹介された時点で、紹介手数料を保険マンモスに対し、支払わなくてはならない。保険が成約しなければ、紹介手数料分はFPにとっては、赤字となってしまうという構造になっている。

FPへの問い合わせ客の紹介だけではなく、FPに対し、成約に結びつけるための効果的な営業トークの方法といったFP向けの教材販売も行なっている。

## 沿革
- 2005年創業

## 事務所
- 本社（東京都港区）